# جامع الصادق الأمين (الأنبار)
جامع الصادق الأمين من مساجد العراق الحديثة، ويقع بمنطقة السجارية قرب سيطرة حي الزراعة، في قضاء الرمادي في محافظة الأنبار، وتم بناؤهُ في عام 1409هـ/1989م، على نفقة المتبرع خليفة محمد، وتبلغ مساحة الجامع 1200م2، ويحتوي على مصلى واسع تبلغ مساحته 800 م2 ويتسع لأكثر من 700 مصل، وتحيطهُ النوافذ من كل جانب، وتعلو مبنى الحرم مئذنة صغيرة على شكل برج مصنوع من الحديد، ومقابل الحرم فسحة وطارمة مسقفة، كما يحوي الجامع حديقة واسعة، وحالته العمرانية جيدة، حيث تم ترميم الجامع وصيانة المبنى في عام 2005م، وتقام في الجامع صلاة الجمعة وصلاة العيدين والصلوات الخمس. 